# Neues Schloss (Sugenheim)

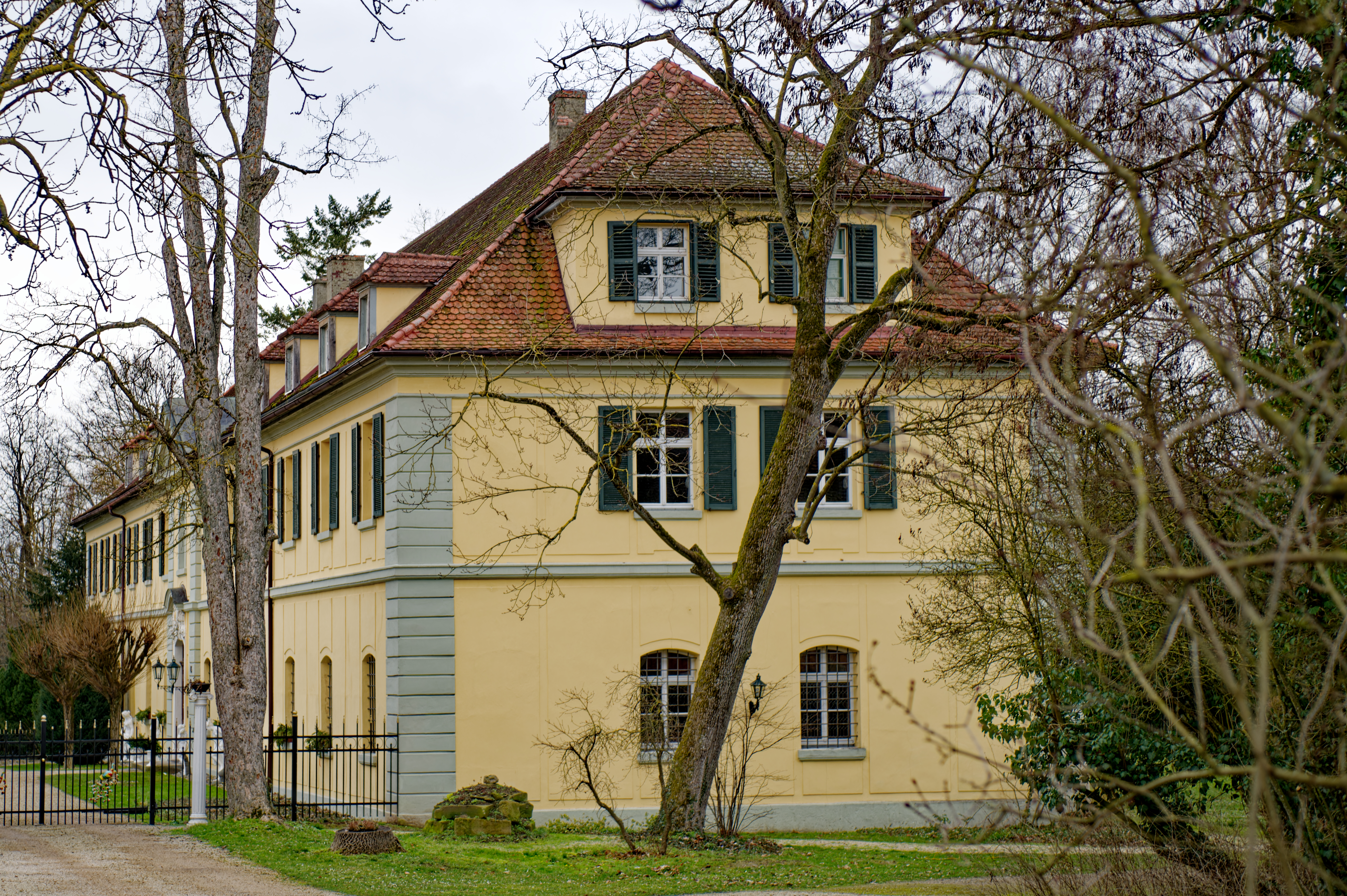
Das Neue Schloss in Sugenheim

Das Neue Schloss, auch Äußeres Schloss genannt, ist ein denkmalgeschütztes Bauwerk, das in Sugenheim, einem Markt im Landkreis Neustadt an der Aisch-Bad Windsheim in Mittelfranken in Bayern, steht. Der Gebäudekomplex ist unter der Denkmalnummer D-5-75-165-35 als Baudenkmal in die Bayerische Denkmalliste eingetragen.

## Geschichte
Im Jahr 1298 wurde Sugenheim als „Subenheim“ erstmals urkundlich erwähnt, seit 1366 ist die heutige Form „Sugenheim“ bezeugt. Von den Lehnsherren Castell und Hohenlohe erwarben die Freiherrn von Seckendorff nach und nach einen geschlossenen Herrschaftskomplex und errichteten ein Schloss. Ab 1528 erfolgte in der Region die Reformation. Die um 1600 neu gebaute, drei Flügel umfassende Schlossanlage des Alten Schlosses mit dem von einer Galerie geschmückten kleinen Innenhof und vier massiven Ecktürmen lässt noch etwas von dem Charakter der ausgedehnten reichsunmittelbaren Adelsherrschaft spüren, die zum Fränkischen Ritterkreis gehörte.
Nach dem Dreißigjährigen Krieg ließen sich dort zahlreiche protestantische Glaubensvertriebene aus Österreich nieder und trugen maßgeblich zum Wiederaufbau bei. Das Neue Schloss entstand unter Freiherr Christoph Friedrich von Seckendorff im Markgrafenstil um 1746/49 durch Umbau und Anbau des kurzen Ostflügels an den aus der 2. Hälfte des 16. Jahrhunderts stammenden Nordflügel. Eine Aufstockung erfolgte um 1790. Die Parkanlage wurde 1796–1802 im englischen Stil angelegt.
Im Jahr 1796 wurde Sugenheim von preußischen Truppen eingenommen und an das Königreich Preußen angegliedert. 1810 kam Sugenheim an das Königreich Bayern. Mit dem Zweiten Gemeindeedikt (1818) wurde die Ruralgemeinde Sugenheim gebildet und das Herrschaftsgericht in ein Patrimonialgericht I. Klasse umgewandelt, das die freiwillige Gerichtsbarkeit und Ortspolizei bis 1848 innehatte.
Die Außenrenovierung und insbesondere Innenrenovierung erfolgte durch private Besitzer im ursprünglichen Stil.

## Beschreibung
Das Baudenkmal wird in der Bayerischen Denkmalliste folgendermaßen beschrieben:

„Neues Schloss: Zweigeschossiger Walmdachbau mit Putzgliederung, genuteten Ecklisenen und Gurtgesims, im Kern 16. Jahrhundert, östlich sogenannter Alexanderbau, dreigeschossiger Walmdachbau mit Putzgliederung, von Leopoldo Retty, 1746–49, Aufstockung 1790; mit Ausstattung
Schlosspark: im englischen Stil, mit Gartenstaffage, 1796–1802
Rosenhäuschen: Um 1800
Einfriedung: eiserner Zaun und Torflügel sowie steinerne Torpfeiler mit Zinnenbekrönung, 19. Jahrhundert“